# Bertil Fiskesjö

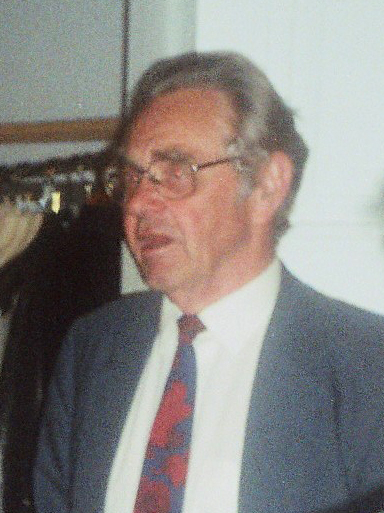
Bertil Fiskesjö vid tidningen Lundagårds 85-årsjubileum 2005.

Bertil Allan Nils Fiskesjö, född 9 juli 1928 i Algutsboda, Kronobergs län, död 30 november 2019 i Lund, var en svensk statsvetare och politiker (centerpartist), som var riksdagsledamot 1971–1994, ordförande för konstitutionsutskottet 1979–1982 och riksdagens tredje vice talman 1986–1994.

## Biografi
Bertil Fiskesjö studerade vid Lunds universitet där han avlade filosofisk  ämbetsexamen 1955 och blev filosofie licentiat 1964. Hans licentiatavhandling handlade om Bondeförbundets bildande och tidiga historia. Han var under studietiden redaktör för kårtidningen Lundagård 1957. Mellan 1955 och 1966 arbetade han som lärare i läroverk och vid universitetet, innan han 1966 blev universitetslektor i statsvetenskap i Lund.
Från 1971 var Fiskesjö riksdagsledamot för Fyrstadskretsen. I riksdagen var han bland annat ordförande i konstitutionsutskottet 1979–1982 (även vice ordförande 1991–1994) och tredje vice talman 1986–1994. Fiskesjö var också ledamot i Europarådets parlamentariska församling 1985–1986 och deltog i FN:s generalförsamling 1981–1982. Fiskesjö lämnade riksdagen 1994.
Han valdes 1980 till ordförande för Centerpartiet i Skåne. 2006–2010 var han ersättare i Lunds kommunfullmäktige för Centerpartiet.
Fiskesjö var även vice förbundsordförande i Sveriges Pensionärsförbund.
Han var från 1955 gift med politikern och forskaren Geirid Fiskesjö (1930–2019).